# Seznam chráněných území v okrese Cheb
Toto je seznam chráněných území v okrese Cheb aktuální k roku 2017, ve kterém jsou uvedena chráněná území v oblasti okresu Cheb.
| Kód  | Obrázek                                             | Typ  | Název                      | Rozloha (ha) | Galerie Commons                                                     | Popis území | Souřadnice                       |
| ---- | --------------------------------------------------- | ---- | -------------------------- | ------------ | ------------------------------------------------------------------- | --- | -------------------------------- |
| 1266 | Přírodní rezervace Amerika                          | PR   | Amerika                    | 58,74        | Kategorie „Amerika (nature reserve)“ na Wikimedia Commons           | Hnízdiště a tahová zastávka vodního ptactva | 50°6′40″ s. š., 12°19′12″ v. d.  |
| 6130 | Bublák a niva Plesné                                | NPP  | Bublák a niva Plesné       | 144,7918     | Kategorie „Bublák a niva Plesné“ na Wikimedia Commons               | Ekosystémy mokřadních vrbin, mokřadních olšin, rašelinných lesů, lužních lesů a bučin, slatinných a přechodových rašelinišť, rákosin a vegetace vysokých ostřic, makrofytní vegetace vodních toků, travinných ekosystémů luk a pastvin, mofet a přírodních vývěrů minerálních vod, to vše s výskytem vzácných a ohrožených rostlinných a živočišných druhů    | 50°8′37″ s. š., 12°27′13″ v. d.  |
| 1167 | Lužní potok                                         | NPP  | Bystřina – Lužní potok     | 468,37       | Kategorie „Bystřina – Lužní potok“ na Wikimedia Commons             | Ochrana travinných a mokřadních ekosystémů, lesních ekosystémů, biotopů vzácných druhů živočichů a systému oligotrofních tekoucích vod | 50°16′50″ s. š., 12°8′21″ v. d.  |
| 5820 | Pohled na lokalitu                                  | PP   | Čertkus                    | 42,2593      | Kategorie „Čertkus (natural monument)“ na Wikimedia Commons         | Soustava mokřadních luk, slatinišť a lučních pramenišť s charakteristickými společenstvy rostlin a živočichů a s bohatou populací motýla hnědáska chrastavcového | 49°58′26″ s. š., 12°47′50″ v. d. |
| 1265 | Přírodní rezervace Děvín                            | PR   | Děvín                      | 6,55         | Kategorie „Děvín (nature reserve)“ na Wikimedia Commons             | Ochrana a zachování části jednoho z posledních původních toků v území Chebské pánve – Lužního potoka s přilehlými břehovými porosty, slatinnými loukami a rašeliništi, s vývěry drobných minerálních pramenů a mofetami. Území je pro výskyt mnoha vzácných a ohrožených druhů rostlin a živočichů cenným biocentrem a genofondovou plochou místního regionu. | 50°9′40″ s. š., 12°25′38″ v. d.  |
| 577  | Goethova skalka                                     | PP   | Goethova skalka            | 2,57         | Kategorie „Goethova skalka“ na Wikimedia Commons                    | Ochrana a zachování části ašského křemenného valu, který zde tvoří skupinu vypreparovaných morfologicky nápadných skal. | 50°10′50″ s. š., 12°15′15″ v. d. |
| 2076 | Hamrnický mokřad                                    | PR   | Hamrnický mokřad           | 6,64         | Kategorie „Hamrnický mokřad“ na Wikimedia Commons                   | Biotop početných populací ohrožených druhů rostlin s doprovodnými mokřadními společenstvy. | 49°57′ s. š., 12°40′44″ v. d.    |
| 1301 | Informační tabule na severozápadním okraji          | PR   | Holina                     | 40,72        | Kategorie „Holina (nature reserve)“ na Wikimedia Commons            | Lesní porosty odpovídající složením společenstvům květnatých bučin a v menším rozsahu i bukových bučin, doplněné společenstvy přípotočních niv, představující ukázku původního složení horských smíšených lesů | 50°0′10″ s. š., 12°39′23″ v. d.  |
| 166  | Dřevěný chodník v NPR                               | NPR  | Kladské rašeliny           | 264,60       | Kategorie „Kladské rašeliny“ na Wikimedia Commons                   | Rašeliny (vrchoviště) s typickou květenou. | 50°1′34″ s. š., 12°40′16″ v. d.  |
| 182  | Skála s pamětní deskou J. W. Goetha                 | NPP  | Komorní hůrka              | 7,08         | Kategorie „Komorní hůrka“ na Wikimedia Commons                      | Ochrana geologické památky, vyhaslé nejmladší sopky v Čechách. | 50°6′3″ s. š., 12°20′11″ v. d.   |
| 1787 | Přírodní památka Koňský pramen                      | PP   | Koňský pramen              | 0,01         | Kategorie „Koňský pramen“ na Wikimedia Commons                      | Vývěry minerální (přírodní uhličité) vody | 49°55′58″ s. š., 12°44′27″ v. d. |
| 1260 |                                                     | PR   | Kosatcová louka            | 1,44         | Kategorie „Kosatcová louka“ na Wikimedia Commons                    | Rašelinná louka, zachování biotopu početné populace kosatce sibiřského s doprovodnými společenstvy. | 49°55′15″ s. š., 12°42′35″ v. d. |
| 198  | Křížky                                              | NPP  | Křížky                     | 4,02         | Kategorie „Křížky (National natural monument)“ na Wikimedia Commons | Hadcový kopeček s vzácnou květenou | 50°3′56″ s. š., 12°45′ v. d.     |
| 1258 | Kynžvartský kámen                                   | PP   | Kynžvartský kámen          | 0,02         | Kategorie „Kynžvartský kámen“ na Wikimedia Commons                  | Žulový balvan mimořádných rozměrů s vyvinutými pseudoškrapy | 49°59′51″ s. š., 12°37′12″ v. d. |
| 1781 | Přírodní rezervace Lipovka                          | PR   | Lipovka                    | 1,75         | Kategorie „Lipovka (nature reserve)“ na Wikimedia Commons           | Mezofilní louka s teplomilnou květenou – hlavně vstavače | 49°59′59″ s. š., 12°31′58″ v. d. |
| 2051 | Přírodní rezervace Mechové údolí                    | PR   | Mechové údolí              | 6,64         | Kategorie „Mechové údolí (nature reserve)“ na Wikimedia Commons     | Ochrana a zachování významných rašelinišť, pramenišť a mokřadních společenstev v povodí bezejmenného vodního toku, které jsou mimořádně druhově bohaté a proto vegetačně velmi cenné a jako genofondová plocha přesahují svým významem hranice místního regionu.                                                                                              | 50°0′41″ s. š., 12°30′59″ v. d.  |
| 1661 | informoční tabule                                   | PP   | Milhostovské mofety        | 0,24         | Kategorie „Milhostovské mofety“ na Wikimedia Commons                | Skupina sirouhličitých plynných výronů | 49°56′56″ s. š., 12°45′26″ v. d. |
| 1755 | Mokřady pod Vlčkem                                  | PR   | Mokřady pod Vlčkem         | 40,62        | Kategorie „Mokřady pod Vlčkem“ na Wikimedia Commons                 | Zrašelinělé louky s mofetami a prameny, tokaniště tetřívka | 50°2′26″ s. š., 12°43′50″ v. d.  |
| 316  | Planý vrch                                          | PR   | Planý vrch                 | 11,26        | Kategorie „Planý vrch“ na Wikimedia Commons                         | Ochrana přirozeného boru s význačnou květenou na hadcovém substrátu. | 50°2′17″ s. š., 12°45′53″ v. d.  |
| 3416 | PP Podhorní slatě                                   | PP   | Podhorní slatě             | 17,65        | Kategorie „Podhorní slatě“ na Wikimedia Commons                     | Významná populace hnědáska chrastavcového a komplex přechodových rašelinišť, slatinišť a mokřadních luk | 49°57′9″ s. š., 12°49′0″ v. d.   |
| 1984 |                                                     | PR   | Podhorní vrch              | 31,85        | Kategorie „Podhorní vrch (nature reserve)“ na Wikimedia Commons     | Výrazný stolový vrch se zachovalými květnatými bučinami, významná vegetace, zvláště žilníky společenstva | 49°58′22″ s. š., 12°46′11″ v. d. |
| 1264 | Pomezní rybník                                      | PR   | Pomezní rybník             | 1,76         | Kategorie „Pomezní rybník“ na Wikimedia Commons                     | Umělá vodní nádrž při hranici s SRN, ochrana obojživelníků | 50°5′5″ s. š., 12°15′30″ v. d.   |
| 1619 | Prameniště Teplé                                    | PR   | Prameniště Teplé           | 44,89        | Kategorie „Prameniště Teplé“ na Wikimedia Commons                   | Komplex podmáčených luk a lesních porostů s typickými společenstvy | 49°59′31″ s. š., 12°44′11″ v. d. |
| 1259 | Rathsam                                             | PR   | Rathsam                    | 49,31        | Kategorie „Rathsam (nature reserve)“ na Wikimedia Commons           | Inundační část vodního díla Skalka, vodní toky a mokřadní společenstva | 50°5′57″ s. š., 12°14′55″ v. d.  |
| 952  | Sirňák                                              | PP   | Sirňák                     | 1,87         | Kategorie „Sirňák“ na Wikimedia Commons                             | Sirnato-uhličité plynné výrony tvořící bahenní krátery | 49°58′43″ s. š., 12°47′17″ v. d. |
| 41   | Slavkovský les                                      | CHKO | Slavkovský les             | 64 000       | Kategorie „slavkovský les“ na Wikimedia Commons                     | | 50°4′16″ s. š., 12°41′45″ v. d.  |
| 402  | Smraďoch                                            | PR   | Smraďoch                   | 11,14        | Kategorie „Smraďoch“ na Wikimedia Commons                           | Skupina nevelkých lesních vrchovištních rašelinišť s mofetovými poli (výrony plynů). | 50°0′48″ s. š., 12°43′9″ v. d.   |
| 404  | Soos                                                | NPR  | Soos                       | 221,00       | Kategorie „Soos“ na Wikimedia Commons                               | Ochrana vynikajících přírodovědeckých hodnot tohoto území. | 50°8′58″ s. š., 12°24′13″ v. d.  |
| 1263 | Popis obrazku                                       | PR   | Stráň u Dubiny             | 9,96         | Kategorie „Stráň u Dubiny“ na Wikimedia Commons                     | Zachování přirozených společenstev nehnojených krátkostébelných luk, pastvin a vřesovišť a travinatých xerotermních společenstev. | 50°6′13″ s. š., 12°12′56″ v. d.  |
| 1900 | Studna u Lužné                                      | PR   | Studna u Lužné             | 23,90        | Kategorie „Studna u Lužné (nature reserve)“ na Wikimedia Commons    | Soustava rybníků a přilehlých luk a lesů v povodí Lesního potoka | 50°6′14″ s. š., 12°17′4″ v. d.   |
| 3417 | Kvetoucí vstavače kukačky na Těšovských pastvinách. | PP   | Těšovské pastviny          | 11,52        | Kategorie „Těšovské pastviny“ na Wikimedia Commons                  | Svahové luční porosty s významnou populací vstavače kukačky a populace dalších zvláště chráněných rostlin | 50°4′16″ s. š., 12°32′23″ v. d.  |
| 1220 | Pohled na lokalitu U cihelny                        | PP   | U cihelny                  | 0,10         | Kategorie „U cihelny“ na Wikimedia Commons                          | Klasické naleziště egeranu a vesuvianu | 50°10′1″ s. š., 12°16′17″ v. d.  |
| 1262 | U sedmi rybníků                                     | PR   | U Sedmi rybníků            | 5,30         | Kategorie „ U Sedmi rybníků (nature reserve)“ na Wikimedia Commons  | Ochrana a zachování významných vodních a pobřežních společenstev soustavy rybníků, potočního luhu, mokřadních společenstev a lesních porostů v povodí Vonšovského potoka. | 50°9′32″ s. š., 12°20′8″ v. d.   |
| 1366 |                                                     | PR   | Údolí Teplé                | 172,00       | Kategorie „Prameniště Teplé“ na Wikimedia Commons                   | Údolí řeky s přilehlými zalesněnými svahy | 50°2′58″ s. š., 12°49′24″ v. d.  |
| 1261 |                                                     | NPP  | Upolínová louka pod Křížky | 17,77        | Kategorie „Upolínová louka pod Křížky“ na Wikimedia Commons         | Mokřadní louka s bohatou květenou | 50°3′56″ s. š., 12°44′39″ v. d.  |
| 2048 | Vernéřovské doly                                    | PP   | Vernéřovské doly           | 0,26         | Kategorie „Vernéřovské doly“ na Wikimedia Commons                   | Zachování odvalu ze starého důlního díla, kde se vyskytuje žilník složený z křemene, vyj. typ mineralizace | 50°13′22″ s. š., 12°14′34″ v. d. |
| 509  | Vlček                                               | PR   | Vlček                      | 62,29        | Kategorie „Vlček (nature reserve)“ na Wikimedia Commons             | Ochrana přirozeného boru na hadcovém substrátu s význačnou květenou. | 50°1′46″ s. š., 12°43′52″ v. d.  |
| 1893 | Ztracený rybník                                     | PR   | Ztracený rybník            | 11,43        | Kategorie „Ztracený rybník (nature reserve)“ na Wikimedia Commons   | Přechodové rašeliniště ostřico-mechového typu s významnou květenou | 50°9′17″ s. š., 12°12′42″ v. d.  |
| 543  | Železná hůrka                                       | NPP  | Železná hůrka              | 3,50         | Kategorie „Železná hůrka“ na Wikimedia Commons                      | Zbytek třetihorní sopky | 49°59′32″ s. š., 12°26′36″ v. d. |
| 2259 | Žižkův vrch                                         | PR   | Žižkův vrch                | 11,26        | Kategorie „Žižkův vrch (nature reserve)“ na Wikimedia Commons       | Lesní porost s vysokým podílem buku a příměsí klenu i dalších listnáčů, blížících se složením původním porostům dotčené oblasti. | 49°58′54″ s. š., 12°42′21″ v. d. |

## Zrušená chráněná území
| Kód  | Obrázek                                    | Typ | Název       | Rozloha (ha) | Galerie Commons                                                          | Popis území | Souřadnice                      |
| ---- | ------------------------------------------ | --- | ----------- | ------------ | ------------------------------------------------------------------------ | --- | ------------------------------- |
| 1567 | Pohled na potok protékající skrze lokalitu | PR  | Bystřina    | 49,02        | Kategorie „Bystřina (nature reserve)“ na Wikimedia Commons               | Posláním je ochrana a zachování ekosystému oligotrofních vod s populací perlorodky říční. Toto území je významným biocentrem a svým významem přesahuje území České republiky. | 50°18′56″ s. š., 12°7′39″ v. d. |
| 1167 | Pohled na potok protékající lokalitou      | NPP | Lužní potok | 123,00       | Kategorie „Lužní potok (national natural monument)“ na Wikimedia Commons | Ochrana lokality perlorodky říční (Margaritana margaritifera). | 50°16′50″ s. š., 12°8′21″ v. d. |